# Cindy Busby
Cindy Busby (18 marzo 1983) è un'attrice canadese.
È nota soprattutto per il ruolo di Ashley Stanton in Heartland. È anche nota per i suoi numerosi ruoli nei film di Hallmark.

## Biografia
Nata e cresciuta a Montréal, Quebec, Busby ha sempre sognato di diventare un'attrice. Fin da piccola ha amato recitare per il pubblico e durante gli anni delle scuole elementari e superiori si è dedicata ad ogni produzione teatrale. Dopo essersi diplomata al liceo, Cindy è stata accettata nel programma di teatro professionale al Dawson College di Montréal ed è stata ammessa tra centinaia di candidati.
Ha iniziato a recitare in teatro nel 2005, è passata alla televisione e al cinema e ha ottenuto il suo primo ruolo da protagonista nella storia dell'eroe medico canadese Norman Bethune nella serie televisiva Bethune, che è stata girata nella Cina rurale per due mesi e mezzo e ha attirato diversi milioni di persone. spettatori. Nel 2006, Busby ha interpretato un ruolo da protagonista nel film originale Lifetime A Life Interrupted al fianco di Lea Thompson e ha anche ottenuto un ruolo regolare nella serie Heartland quando è stata scelta per interpretare Ashley Stanton, una ricca, ipocrita e competitiva cavallerizza. La serie è stata nominata per diversi Gemini Awards, oltre a vincere un premio della Director's Guild of Canada ed è diventata uno degli spettacoli più popolari della televisione canadese.
Nel 2008 e nel 2009, Busby ha ottenuto per la prima volta l'antagonista principale nel film Picture This insieme ad Ashley Tisdale, Shenae Grimes e Kevin Pollak ed è apparso nella serie di successo della CW The Vampire Diaries. Nel 2011, è apparsa sul grande schermo in Un anno da leoni della Fox 2000 Pictures, in cui è stata vista al fianco di Steve Martin, Jack Black e Owen Wilson.
Nel 2012, Busby ha filmato ruoli da guest star nelle serie TV Supernatural, The LA Complex e The Secret Circle. È stata anche vista come protagonista nel film SyFy della settimana, Mega Cyclone, e, più recentemente, è stata vista in 12 Rounds 2: Reloaded nei panni della moglie del wrestler della WWE Randy Orton, in The Wedding Chapel nel ruolo di una giovane Shelley Long, e in Lucky in Love di Hallmark Channel al fianco di Jessica Szhor.

## Filmografia

### Cinema
- La dernière incarnation, regia di Demian Fuica (2005)
- Se mi guardi mi sciolgo (Picture This), regia di Stephen Herek (2008)
- American Pie presenta: Il manuale del sesso (American Pie Presents: The Book of Love), regia di John Putch (2009)
- Dead like me - Il film, regia di Stephen Herek (2009)
- Let the Game Begin, regia di Amit Gupta (2010)
- Un anno da leoni (The Big Year), regia di David Frankel (2011)
- Ancora 12 Rounds (12 Rounds 2: Reloaded), regia di Roel Reiné (2013)
- Bad City, regia di Carl Bessai (2014)
- White Raven, regia di Andrew Moxham (2015)
- Non è mia figlia (The Wrong Daughter), regia di Ben Meyerson (2018)
- Welcome to the Circle, regia di David Fowler (2020)

### Televisione
- Undressed - serie TV, Stagione 6 (2002)
- 15/Love - serie TV, 1x19 (2004)
- Bethune  - serie TV, 1x1, 1x2, 1x18 (2006)
- Il profumo della paura (Thrill of the Kill), regia di Richard Roy - film TV (2006)
- Una vita interrotta (A Life Interrupted), regia di Stefan Pleszczynski - film TV (2007)
- Durham County - serie TV 1x2, (2007)
- A Heartland Christmas, regia di Dean Bennett - film TV (2010)
- Behemoth, regia di W.D. Hogan - film TV (2011)
- Super Storm: L'ultima tempesta (Mega Cyclone), regia di Sheldon Wilson - film TV (2011)
- Tempesta fantasma (Ghost Storm), regia di Paul Ziller - film TV (2011)
- Mr. Young - serie TV 3x2, (2012)
- The L.A. Complex - serie TV 1x5, (2012)
- The Secret Circle - serie TV 1x12, (2012)
- Heartland - serie TV, 52 episodi (2007-2014)
- Supernatural - serie TV 7x5, 8x22 (2013)
- La chiesa del cuore (The Wedding Chapel), regia di Vanessa Parise - film TV (2013)
- The Tomorrow People - serie TV 1x19, 1x20 (2013-2014)
- Perfetto per me (Lucky in Love), regia di Kevin Fair - film TV (2014)
- Psych - serie TV 7x13 (2014)
- Cedar Cove - serie TV, 17 episodi (2013-2015)
- Proof, serie TV 1x8, (2015)
- Amore, orgoglio e pregiudizio (Unleashing Mr. Darcy), regia di David Winning - film TV (2015)
- Finché neve non ci separi (A Frosty Affair), regia di Dylan Pearce - film TV (2015)
- Motive - serie TV 4x13, (2013-2016)
- Le indagini di Hailey Dean - serie TV 1x1, 1x2 (2016)
- A Puppy for Christmas, regia di Justin G. Dyck - film TV (2016)
- Quando chiama il cuore - serie TV 4x9, 4x10, 4x11 (2017)
- Somewhere Between - serie TV 1x2, 1x8, 1x9 (2017)
- Un matrimonio da sogno (Marrying Mr. Darcy), regia di Steven R. Monroe - film TV (2017)
- Scommettiamo che mi sposi (Betting on the Bride), regia di Marita Grabiak - film TV (2017)
- Se scappo mi sposo a Natale (Runaway Christmas Bride), regia di David DeCoteau - film TV (2017)
- Date My Dad - serie TV, 10 episodi (2017)
- Il trono di cuori (Royal Hearts), regia di James Brolin - film TV (2018)
- Il ranch dell'amore (Autumn Stables), regia di Andrew Cymek - film TV (2018)
- La sfilata di Natale (Christmas in Royal Fashion), regia di Fred Olen Ray - film TV (2018)
- Christmas Cupcakes, regia di Dylan Pearce - film TV (2018)
- My Boyfriend's Back: Wedding March 5, regia di Mike Rohl - film TV (2019)
- My Mom's Letter from Heaven, regia di Michael M. Scott - film TV (2019)
- The Wrong Stepmother, regia di David DeCoteau - film TV (2019)
- Il killer del piano di sotto (The Killer Downstairs), regia di Tony Dean Smith - film TV (2019)
- Un altro segnale divino (A Godwink Christmas: Meant for Love), regia di Paul Ziller - film TV (2019)
- Love in the Forecast, regia di Christie Will Wolf - film TV (2020)
- L'amore nell'aria (Romance in the Air) , regia di Brian Brough - film TV (2020)
- Ricetta d'amore (Romance on the Menu) , regia di Rosie Lourde - film TV (2020)
- Amore a Daisy Hills (Follow Me to Daisy Hills), regia di Séan Geraughty - film TV (2020)
- Le cascate dell'amore (Chasing Waterfalls), regia di Christie Will Wolf - film TV (2021)
- Inganno letale (My Husband's Killer Girlfriend), regia di Troy Scott - film TV (2021)
- Warming Up to You, regia di Christie Will Wolf - film TV (2021)
- The Holiday Train, regia di Bradley Walsh - film TV (2021)
- Joy for Christmas, regia di Pat Williams - film TV (2021)
- Marry Me in Yosemite, regia di Bruce D. Johnson - film TV (2022)

## Doppiatrici italiane
- Francesca Manicone in Le cascate dell'amore, Heartland
- Deborah Ciccorelli in Il ranch dell'amore, Ricetta d'amore
- Gemma Donati in Se scappo mi sposo a Natale
- Benedetta Degli Innocenti in Cedar Cove
- Emanuela D'Amico in Non è mia figlia